# Conus vulpinus
Conus vulpinus é uma espécie de gastrópode do gênero Conus, pertencente à família Conidae.